# Alberto Massimino
Alberto Massimino (1895 à Turin - 1975 à Modène) était un ingénieur automobile italien.
Il a étudié le génie mécanique en Suisse. Il a travaillé pour Fiat de 1924 à 1928 où il a remplacé Vittorio Jano qui était parti chez Alfa Romeo. Il a développé la 806/504 au moteur 12 cylindres 1 500 cm3 qui gagna le grand-prix de Milan en 1927. Il effectua un passage rapide chez Alfa Romeo sur la 158 Alfetta avec Gioachino Colombo et PininFarina avant de rejoindre Ferrari en 1938 où il contribua à la Tipo 815 (vainqueur des Mille Miglia 1940).
Chez Maserati de 1944 à 1952, il a été impliqué dans plusieurs projets tels que: la Maserati 4CLT, la Maserati A6 (1946) et la Maserati 250F (1952).
Il a ensuite travaillé sur des projets pour Ferrari (la Ferrari Dino), Stanguellini, De Tomaso, Moretti.
Il est mort à Modène en 1975.